# V437 Возничего
V437 Возничего (лат. V437 Aurigae), HD 38462 — тройная звезда в созвездии Возничего на расстоянии приблизительно 2476 световых лет (около 759 парсеков) от Солнца.
Пара первого и второго компонентов — двойная затменная переменная звезда типа Алголя (EA) в созвездии Возничего на расстоянии приблизительно 2476 световых лет (около 759 парсеков) от Солнца. Видимая звёздная величина звезды — от +9m до +8,42m. Орбитальный период — около 3,3638 суток.

## Характеристики
Первый компонент — бело-голубая звезда спектрального класса B9. Масса — около 5,176 солнечных, радиус — около 5,641 солнечных, светимость — около 87,34 солнечных. Эффективная температура — около 9116 К.
Третий компонент — коричневый карлик. Масса — около 44,78 юпитерианских. Удалён на 2,587 а.е..